# 1980
Évszázadok: 19. század – 20. század – 21. század
Évtizedek: 1930-as évek – 1940-es évek – 1950-es évek – 1960-as évek – 1970-es évek – 1980-as évek – 1990-es évek – 2000-es évek – 2010-es évek – 2020-as évek – 2030-as évek
Évek: 1975 – 1976 – 1977 – 1978 –  1979 – 1980 – 1981 – 1982 – 1983 – 1984 – 1985

## Események

### Január
- január 1. – Romániában létrehozzák az agrár-ipari tanácsokat.
- január 20. – Jimmy Carter amerikai elnök az egész világot felszólítja az év nyarán Moszkvában megrendezendő olimpiai játékok bojkottjára.[1]
- január 24.
  - Indira Gandhi ismét kormányt alakíthat.
  - A NATO–tagállamai elhatározzák a Különleges Konzultatív Csoport megalakítását a fegyverzet ellenőrzésére, beleértve a hadszíntéri atomeszközöket is.[2]

### Február
- február 18. – Az EBEÉ Tudományos Fórumának hamburgi nyitó napja.[2]

### Március
- március 3. – Hamburgban befejezi ülését az EBEÉ Tudományos Fóruma.
- március 18. – Ötvenen meghalnak Pleszeckben, amikor egy Vosztok rakéta az indítóállványon üzemanyag feltöltés közben felrobbant.
- március 26. – Jugoszláviában életbe lép a nem termelő gazdasági beruházások tilalmáról szóló törvény.[3]
- március 27. – Összedől a norvég Alexander Kielland olajplatform. (A 212 fős személyzetből 123 meghalt.)

### Április
- április 5. – Jugoszláv együttműködési egyezmény a Közös Piaccal.
- április 11. – Kolozsváron megnyílik a Magyar Népköztársaság Főkonzulátusa.[4]
- április 18. – Rodézia elnyeri függetlenségét Zimbabwe néven.

### Május
- május 4.
  - 88 éves korában meghal Josip Broz Tito jugoszláv szövetségi elnök.[5] (Halála után a párt- és az államelnökség rotációs rendjét.)[6]
  - Jugoszlávia első soros államelnöke a macedón Lazar Koliševski lesz.[7]
- május 9. – Benyújtja lemondását Konsztantinosz Karamanlisz görög kormányfő.[8]
- május 15.
  - Görögországban Konsztantinosz Karamanliszt választják köztársasági elnöknek.[9]
  - Cvijetin Mijatović váltja Koliševskit a jugoszláv államelnöki székben.[10]
- május 18. – Kitör a Mount Saint Helens vulkán és ezzel 57 ember halálát, továbbá 3 milliárd dolláros kárt okoz.
- május 18-27. – Kvangdzsui felkelés Dél-Koreában.
- május 22. – A csehszlovák szövetségi gyűlés ismét Gustáv Husákot választja köztársasági elnökké.[11]
- május 26. – Farkas Bertalan és Valerij Kubaszov ezen a napon indult a világűrbe a Szojuz–36 űrhajó fedélzetén. Magyarország ezzel az űrutazással a nemzetek sorában hetedikként lépett ki a világűrbe.

A szovjet-magyar közös űrrepülés emblémája

### Június
- június 3. – Egyhetes űrutazás után visszatér a Földre Farkas Bertalan magyar asztronauta.[12]
- június 24–25. – Jimmy Carter amerikai elnök Jugoszláviába látogat.[13] (Biztosítja a jugoszláv vezetést az USA barátságáról, támogatásáról és együttműködéséről, hogy Jugoszlávia független fejlődése töretlen maradjon.)[14]

### Augusztus

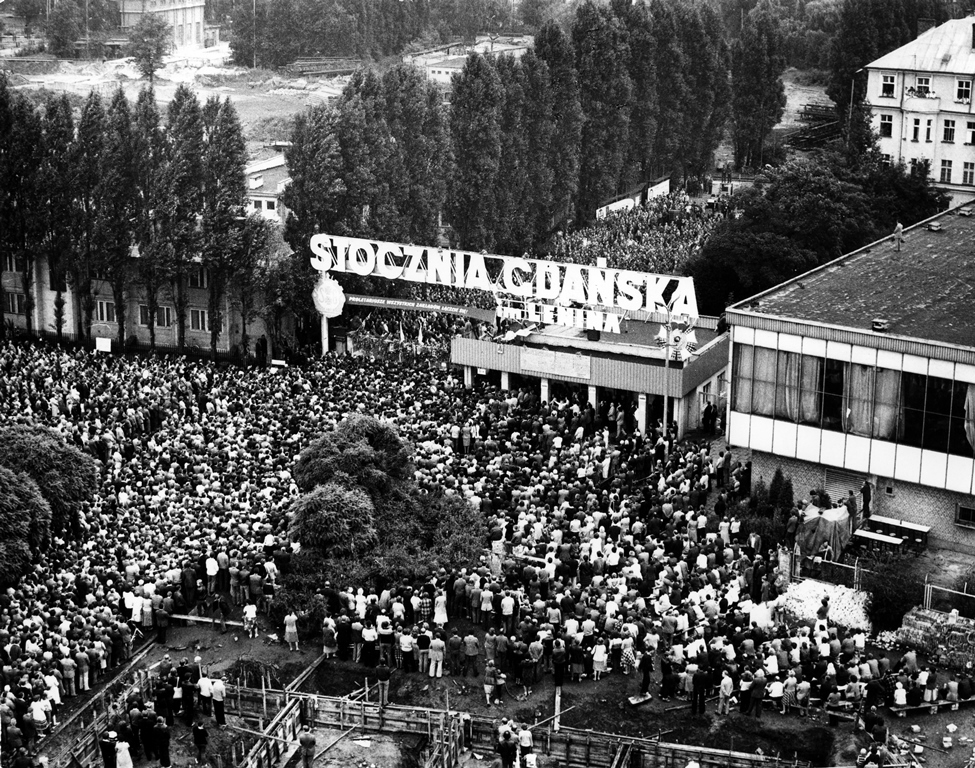
Sztrájk a gdański hajógyárban

- augusztus 14. – Gdańskban Lech Wałęsa vezetésével sztrájk kezdődik a hajógyárban.[15]
- augusztus 31. – 
  - Gdańskban befejeződik a hajógyári sztrájk.[16]
  - Gdańskban Lech Wałęsa vezetésével hivatalosan megalakul a Szolidaritás Független Önigazgató Szakszervezet.[16]

### Szeptember
- szeptember 6. – Edward Giereket Stanislaw Kania váltja a LEMP élén.[17]
- szeptember 11. – Katonai vezetés veszi át a kormányzást Törökországban.[2]
- szeptember 17.
  - Szaddám Huszein iraki elnök felmondja az algíri szerződést.
- szeptember 22. – Az iraki légierő több hullámban bombázza az iráni repülőtereket és bázisokat.
- szeptember 23. – Az iraki szárazföldi csapatok átlépik az iraki-iráni határt, kezdetét veszi az iraki–iráni háború.

### Október
- október 20. – A görög fegyveres erőket újraintegrálják a NATO katonai szervezetébe.[2]
- október 25. – Az iraki csapatok – heves harcok után – beveszik Horramsahr városát.
- október 29. – Budapesten, az Örs vezér terén felavatják az ország első, nyugati stílusú üzletközpontját, a Sugárt.

### November
- november 1. – Népszámlálás Csehszlovákiában. (Az ország lakossága 15 283 095 fő, melyből 559 490 fő vallotta magát magyarnak.)[18]
- november 4. –  Ronald Reagan győz az amerikai elnökválasztáson.
- november 5. – Helmut Schmidtet újra szövetségi kancellárrá választják.[19]
- november 6. – Az irakiak ostrom alá veszik az iráni Ábádánt.
- november 11. – Megnyílik az EBEÉ értekezlete Madridban.[2]
- november 23. – A Richter-skála szerinti 6,2–6,8 erősségű földrengés pusztít Dél-olaszországban, 4800-an halnak meg, megsérül több műemlék is.
- november 28. – Megjelenik a Bibó-emlékkönyv, melyet Bibó István 1945–1948 között írt meg.

### December
- december 5. - A Varsói Szerződés államainak konferenciáján az a döntés születik, hogy nem egyelőre nem lesz katonai beavatkozás Lengyelországban, viszont megteszik a szükséges előkészületeket.[20]
- december 8. - John Lennon angol énekest meggyilkolja Marc David Chapman

## Az év témái

### 1980 az irodalomban
- Somlyó György – Szerelőszőnyeg (tanulmányok), Szépirodalmi Könyvkiadó
- Amerikában megjelenik John Kennedy Toole egyetlen regénye, a Tökfilkók szövetsége, mely a nyolcvanas évek legolvasottabb szépirodalmi műve lesz az Egyesült Államokban.[21]

### 1980 a sportban

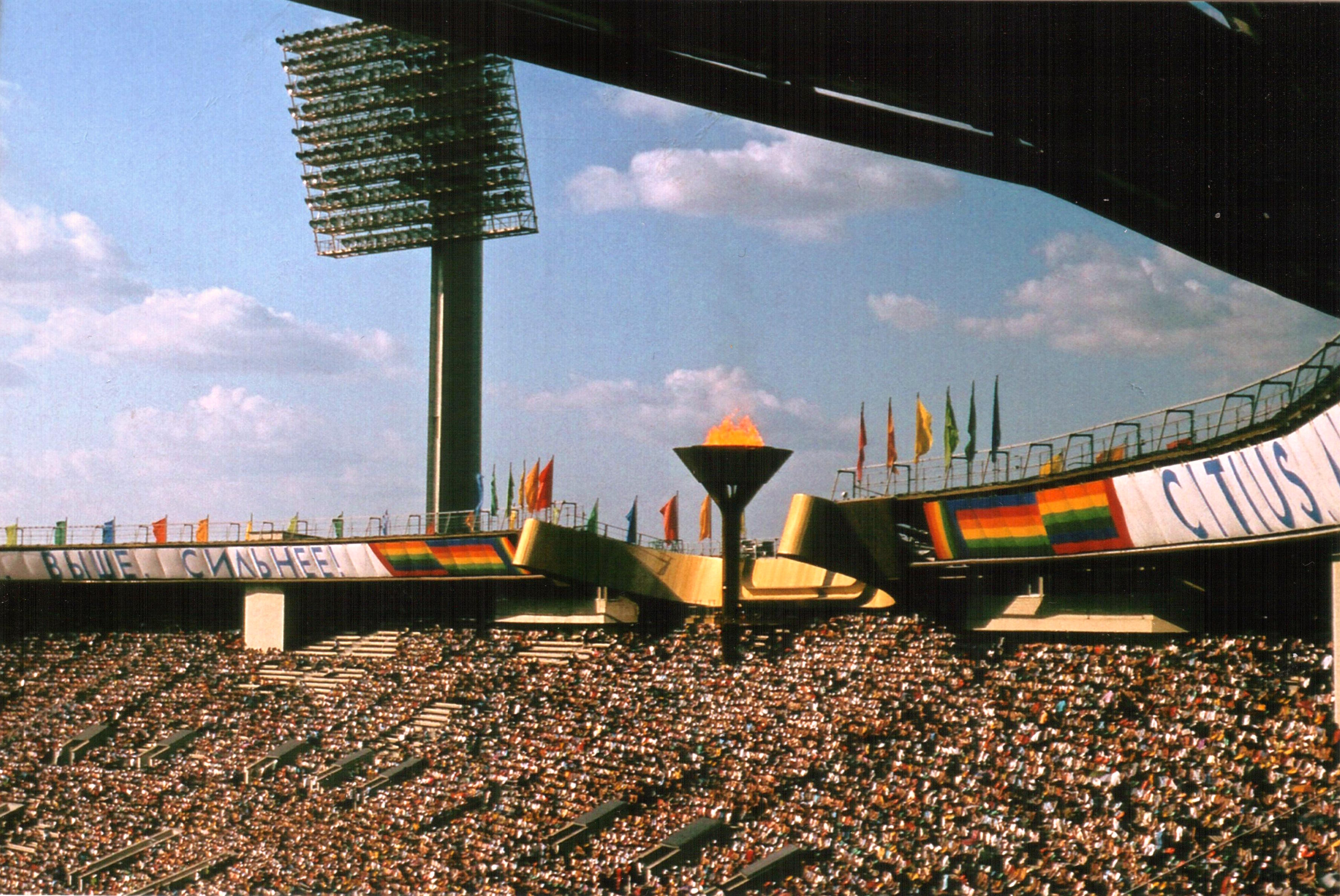
A nyári olimpia labdarúgó döntőjének színhelye, a Luzsnyiki Stadion

- február 13. – február 24. XIII. Téli olimpiai játékokon Lake Placidban, 37 ország sportolói versenyeznek.
- június 22. – Az NSZK csapata 2-1-es győzelmet arat a római olimpiai stadionban rendezett EB-döntőn Belgium válogatottja fölött.
- július 19. – A moszkvai XXII. nyári olimpiai játékok kezdete.
- Alan Jones nyeri a Formula–1-es világbajnoki címet a WilliamsF1 csapattal.
- A Bp. Honvéd SE nyeri az NB1-et. Ez a klub 6. bajnoki címe.

### 1980 a tudományban
- március 1. – A Voyager–1 megerősíti a Janus hold létezését a Szaturnusz körül.
- november 12. – Az amerikai Voyager–1 űrszonda 124 ezer km-re megközelítette a Szaturnuszt.

### 1980 a televízióban
- november 18. – A Magyar Televízió új kulturális műsort indít Stúdió '80 címmel.

### 1980 a vasúti közlekedésben
- június 25. – Winsumi vonatkatasztrófa (Hollandia)
- augusztus 19. – Otłoczyni vonatkatasztrófa
- november 29. – Megszűnik a Hegyközi Kisvasút.

### 1980 a zenében
- Megalakul a honi progresszív rock egyik jelentős képviselője, a Solaris.
- Megalakul az angol szintipop egyik jelentős képviselője, a Depeche Mode.

#### Fontosabb külföldi albumok
- Judas Priest: British Steel
- À La Carte: Do Wah Diddy Diddy Round
- ABBA: Super Trouper
- Amanda Lear: Diamonds for Breakfast
- AC/DC: Back in Black
- Billy Joel: Glass Hauses
- Blondie: Autoamerican
- Frank Sinatra: Trilogy: Past Present Future
- Carole King: Pearls: Songs of Goffin and King
- Accept: I'm a Rebel
- Adam and the Ants: Kings of the Wild Frontier
- The Beat: I Just Can't Stop It
- The Beach Boys: Keepin' the Summer Alive
- INXS: INXS
- Genesis: Duke
- Grace Jones: Warm Leatherette
- Bryan Adams: Bryan Adams
- Black Sabbath: Heaven and Hell
- Donna Summer: The Wanderer
- Tina Charles: Just One Smile
- The Rolling Stones: Emotional Rescue
- The Clash: Sandinista!
- The Cure: Seventeen Seconds
- David Bowie: Scary Monsters (and Super Creeps)
- Kate Bush: Never for Ever
- Devo: Freedom of Choice
- Dire Straits: Making Movies
- Peter Gabriel: Peter Gabriel
- Genesis: Duke
- Iron Maiden: Iron Maiden
- Ottawan: D.I.S.C.O.
- John Lennon és Yoko Ono: Double Fantasy
- Journey: Departure / Dream, After Dream
- Joy Division: Closer
- Kim Carnes: Romance Dance
- Mike Oldfield: QE2
- Motörhead: Ace of Spades
- The Jackson 5: Triumph
- The Police: Zenyatta Mondatta
- Prince: Dirty Mind
- Queen: The Game
- Queen: Flash Gordon
- REO Speedwagon: Hi Infidelity
- Suzi Quatro: Rock Hard
- Richard Sanderson: La Boum (filmzene)
- Ricchi e Poveri: La stagione dell'amore
- Whitesnake: Ready an' Willing
- Stevie Wonder: Hotter than July
- U2: Boy
- Van Halen: Women and Children First
- Yes: Drama

#### Fontosabb hazai albumok
- Apostol: Apostol 2
- Bródy János: Hungarian Blues
- Edda Művek: Edda Művek 1.
- Halász Judit: Mákosrétes
- Korda György: Lady N.
- Hungária: Rock and Roll Party
- Kovács Kati: Tíz
- Locomotiv GT: Loksi
- Zalatnay Sarolta: Tükörkép
- Neoton Família: Marathon
- Szörényi Levente: Hazatérés
- Szűcs Judith: Meleg az éjszaka
- V’Moto-Rock: V' Moto-Rock II.

## Születések

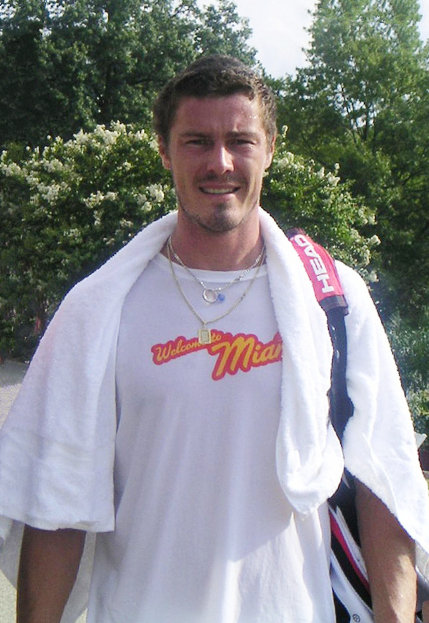
Marat Szafin

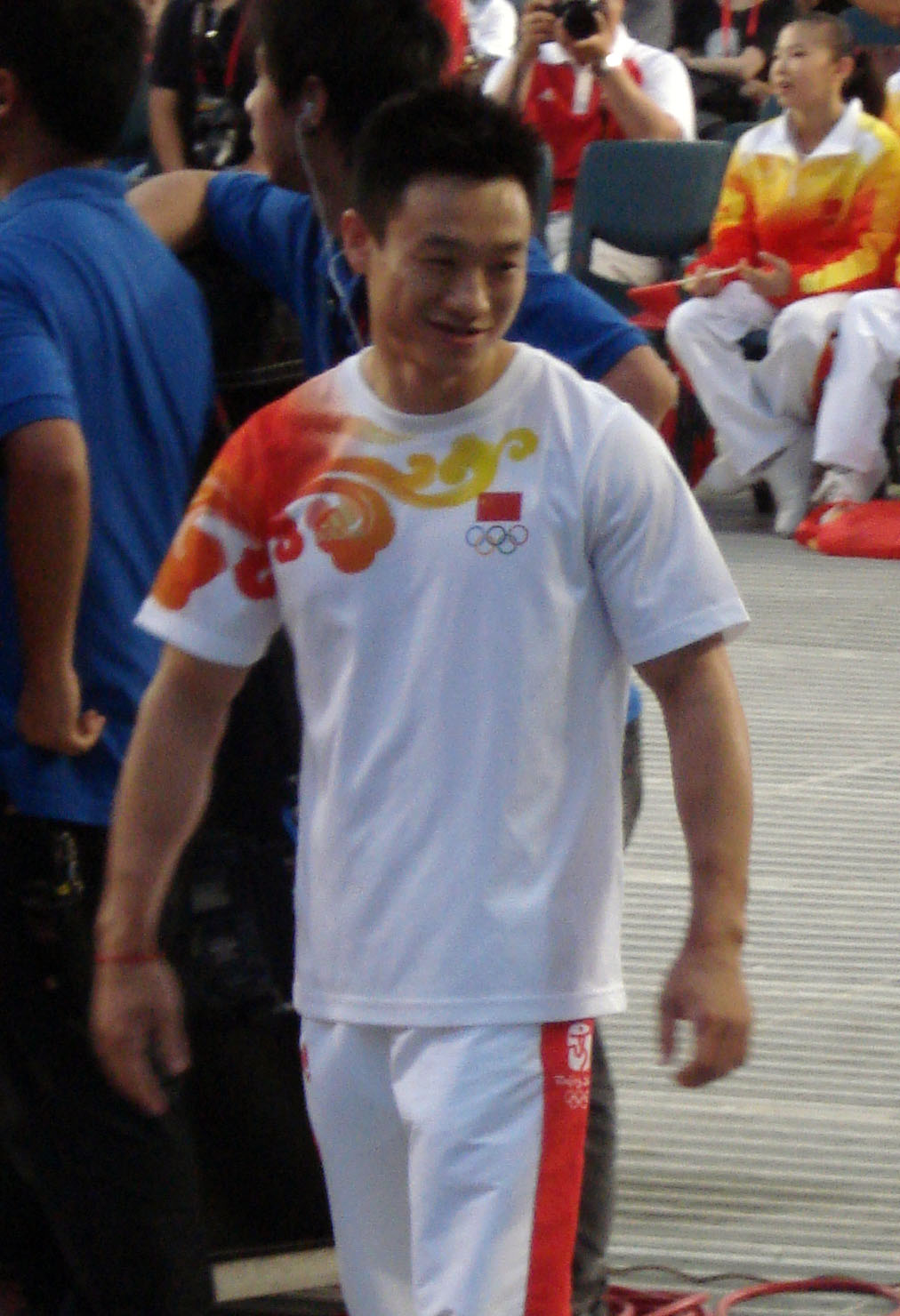
Jang Vej

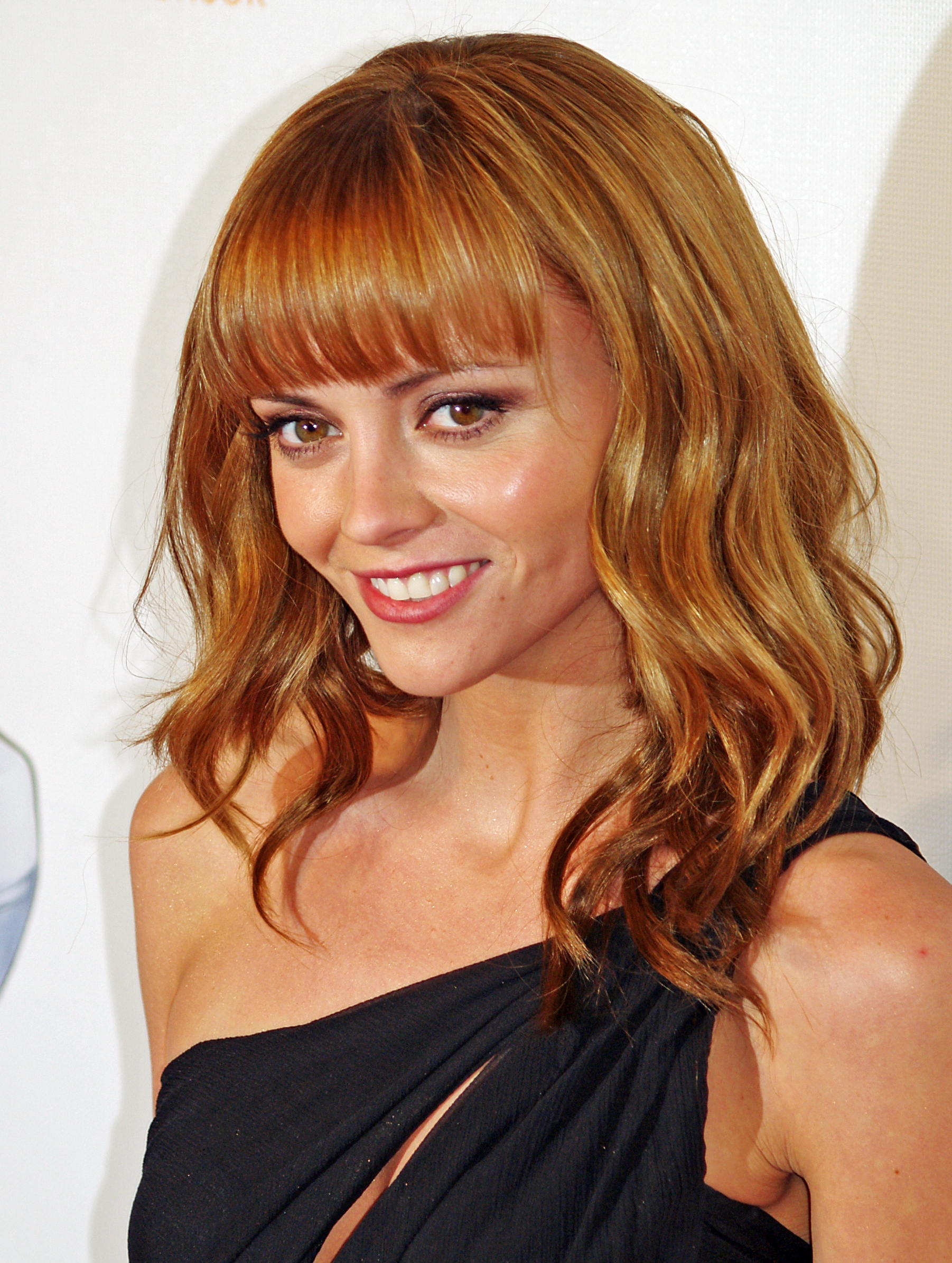
Christina Ricci

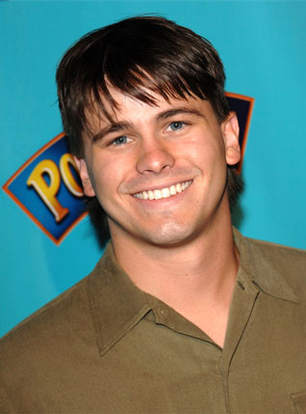
Jason Morgan Ritter

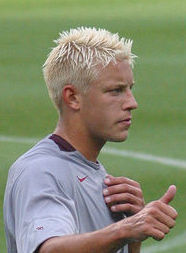
Alan Smith

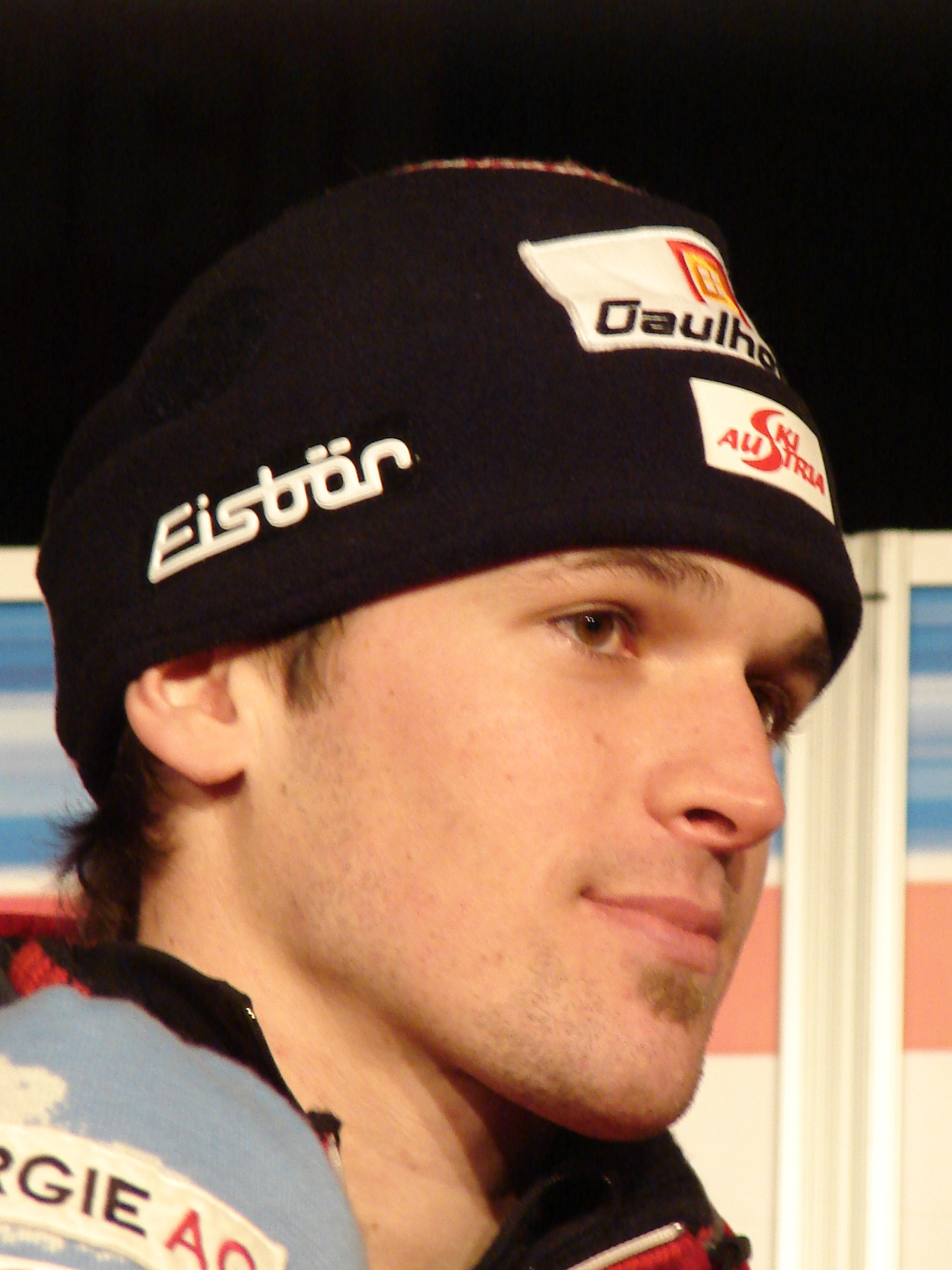
Matthias Lanzinger

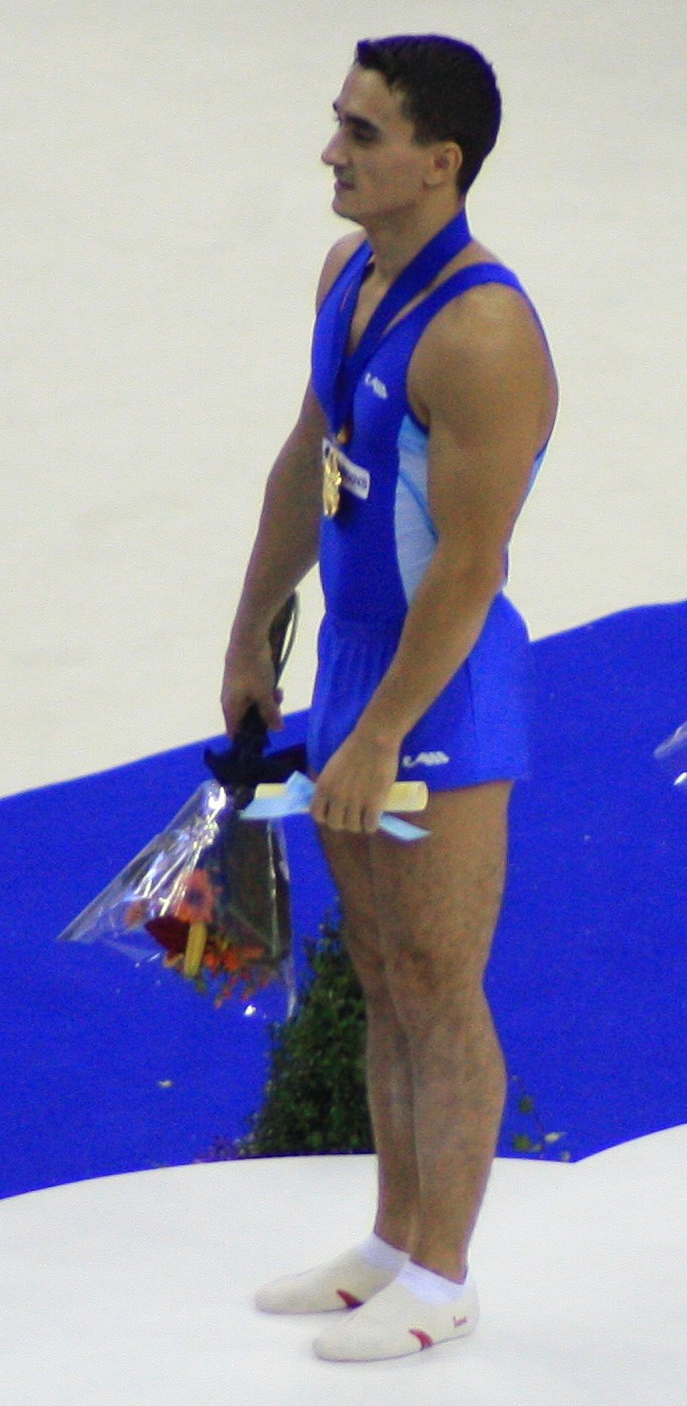
Marian Drăgulescu

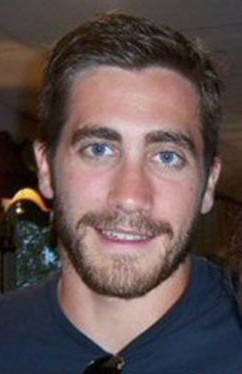
Jake Gyllenhaal

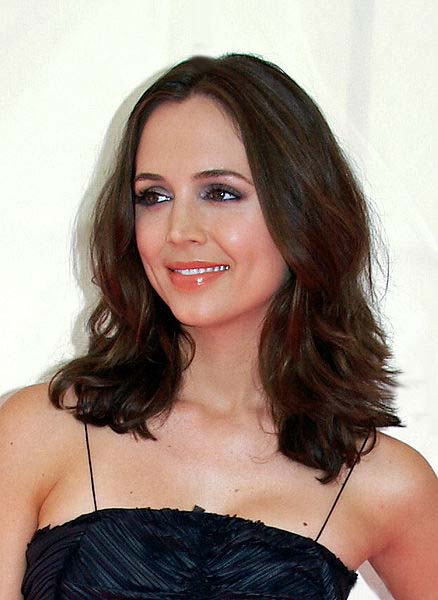
Eliza Dushku

- január 4. – Greg Cipes amerikai színész
- január 6. - Steed Malbranque francia labdarúgó
- január 7. – Naiden Borichev bolgár műkorcsolyázó
- január 9. Tillich István Magyar futó
- január 12. – Amerie amerikai R&B énekesnő/színésznő
- január 16. - Vad Katalin (Michelle Wild) magyar pornószínésznő
- január 19.
  - Jenson Button brit autóversenyző, Formula–1-es világbajnok pilóta
  - Reisz Gábor magyar filmrendező, forgatókönyvíró, dalszerző
- január 21. – Troy Dumais amerikai műugró
- január 24. – Yordanis Arencibia kubai cselgáncsozó
- január 25. – Karalyos Gábor magyar színész
- január 27. – Marat Szafin tatár nemzetiségű orosz teniszező
- január 29. – Jason James Richter amerikai színész (a „Szabadítsátok ki Willyt” főszereplője)
- január 30.
  - Angela Williams amerikai sprinter
- február 3. – Markus Esser német kalapácsvető
- február 8. – Jang Vej kínai tornász
- február 12.
  - Christina Ricci amerikai színésznő
  - Juan Carlos Ferrero spanyol teniszező
- február 13. – Irina Naumenko kazah atléta
- február 14. – Nicholas Santos brazil úszó
- február 17.
  - Jason Morgan Ritter amerikai színész
  - Zachary Bennett kanadai színész
- március 2. – Vas Márton magyar jégkorongozó
- március 15. – Alekszandr Rjazancev orosz jégkorongozó
- március 18. – Alekszej Jagugyin orosz műkorcsolyázó
- március 20. – Robertas Javtokas litván kosárlabdázó
- március 21. – Ronaldinho brazil labdarúgó
- március 23. – Borja Iradier spanyol úszó
- március 25. – Bartók Eszter énekesnő
- április 2. – Somfai Péter magyar párbajtőrvívó
- április 5. – Karel Aguilar kubai kajakozó
- április 8. – Zola magyar énekes, műsorvezető
- április 17. – Nicholas D’Agosto amerikai színész
- április 24.
  - Austin Nichols amerikai színész
  - Karen Asrian örmény sakknagymester († 2008)
- május 4. – Vágó Bernadett magyar színésznő, Beren Saat állandó magyar hangja
- május 16. – Jenris Vizcaino kubai atléta
- május 18. – Michaël Llodra francia teniszező
- május 23. – Lane Garrison amerikai színész
- május 27.
  - Bogdan Drăgoi román pénzügyminiszter
  - Andrádi Zsanett színésznő
- május 28. – Mark Feehily ír énekes, a Westlife tagja
- május 30. – Steven Gerrard angol labdarúgó
- május 31. – Peterdi Imre magyar jégkorongozó
- június 1. – Oliver James angol színész, énekes
- június 11.
  - Ernie Cooksey brit labdarúgó († 2008)
  - Szuper Levente magyar jégkorongozó
- június 12. – Benoît Caranobe francia tornász
- június 15. – Gábor Bernadett, a Desperado együttes énekesnője
- június 17.
  - Venus Williams amerikai teniszező
  - Ficsor Ádám politikus, kormányfői kabinetfőnök
- június 19. – Kovács Tímea énekesnő
- június 20. – Dauda Izobo nigériai ökölvívó
- június 24. – Cicinho brazil labdarúgó
- július 1. – Berki Krisztián magyar labdarúgó, műsorvezető, televíziós személyiség († 2022)
- július 3. – Roland Schoeman dél-afrikai úszó
- július 5. – Jason Wade amerikai énekes
- július 8. – Robbie Keane ír labdarúgó
- július 9. – Fábián Juli magyar énekesnő († 2017)
- július 10. – Thomas Ian Nicholas amerikai színész
- július 11. – Ashley Cooper ausztrál autóversenyző († 2008)
- július 16. – Takehiro Kashima japán tornász
- július 29. – Fernando González Ciuffardi chilei teniszező
- augusztus 5. – Wayne Bridge angol labdarúgó
- augusztus 7. – Ken Terauchi japán műugró
- augusztus 13. – Ivo Brzica horvát vízilabdázó
- augusztus 15. – Ilia Klimkin orosz műkorcsolyázó
- augusztus 18.
  - Nagy Sándor, magyar színész
  - Aljoša Kunac horvát vízilabdázó
  - Kiss Zoltán, labdarúgó, a Debreceni VSC játékosa
- augusztus 19. – Simonyi Balázs magyar színész
- augusztus 24. – Rachael Carpani ausztrál színésznő
- augusztus 26.
  - Macaulay Culkin amerikai színész
  - Chris Pine amerikai színész
- augusztus 30. – Szollár Krisztián magyar labdarúgó
- szeptember 25. – Chris Owen amerikai színész
- szeptember 29. – Răzvan Florea román úszó
- szeptember 30.
  - Stefan Lindemann német műkorcsolyázó
  - Nemes Takách Kata magyar színésznő, szinkronszínésznő, díszlettervező, jelmeztervező
- augusztus 31. – Leo Bill angol színész
- szeptember 1. – Ryan Archibald új-zélandi gyeplabdázó
- szeptember 7. – Raj Bhavsar amerikai tornász
- szeptember 17. – Candice Scott trinidadi atléta
- szeptember 20. – Sallai Nóra magyar színésznő, szinkronszínész
- szeptember 29. – Răzvan Florea román úszó
- szeptember 30. – Christian Cantwell amerikai súlylökő
- október 4. – Tomáš Rosický cseh labdarúgó
- október 10. – Camilo Becerra kolumbiai úszó
- október 14. – Cansu Dere török színésznő
- október 16.
  - Olanrewaju Durodola nigériai ökölvívó
  - Dragoș Coman román úszó
- október 19. – Anna-Karin Kammerling svéd úszónő
- október 23. – Brózik Klára magyar színésznő
- október 25. - Mehcad Brooks amerikai színész
- október 26. – Cristian Chivu román labdarúgó
- október 27. – Fajcsák Henrietta magyar költő, író, festőművész
- október 28. – Alan Smith angol labdarúgó
- október 31. – Eddie Kaye Thomas amerikai színész
- november 1. – Krešimir Maraković horvát kézilabdázó
- november 5. – Raj Ráchel magyar cukrász, tortatervező
- november 5. – Christoph Metzelder német labdarúgó
- november 12. – Ryan Gosling amerikai színész, zeneszerző
- november 14. – Brock Pierce amerikai színész
- november 21. – Hiroyuki Tomita japán tornász
- november 22. – Jaroszlav Ribakov orosz magasugró
- november 23. – Ishmael Beah egykori Sierra Leone-i gyermekkatona, a „Gyermekkatona voltam Afrikában” című könyv szerzője
- december 2. – Damir Burić horvát vízilabdázó
- december 7. – John Terry angol labdarúgó
- december 9. – Matthias Lanzinger osztrák alpesi síző
- december 13. – Satoshi Tsumabuki, japán színész
- december 15. – István Dániel magyar műsorvezető
- december 18.
  - Marian Drăgulescu román tornász
  - Christina Aguilera amerikai énekesnő
- december 19.
  - Fabian Bourzat francia műkorcsolyázó
  - Gyarmati Ariel magyar autóversenyző
- december 19. – Jake Gyllenhaal amerikai színész
- december 20. – Ashley Cole angol labdarúgó
- december 22. – Chris Carmack amerikai modell és színész
- december 23. – Joaquim Gomes angolai kosárlabdázó
- december 27. – Dustin Bates amerikai énekes, dalszerző, producer
- december 30. – Eliza Dushku amerikai színésznő

## Halálozások
- január 1. – Tamkó Sirató Károly költő (* 1905)
- január 22. – Hidas Antal író, műfordító (* 1899)
- február 9. – Rosztyiszlav Jevgenyjevics Alekszejev szovjet mérnök, hajótervező (* 1916)
- február 12. – F. Rácz Kálmán író, műfordító (* 1910)
- február 18. – Láng Géza agrármérnök, egyetemi tanár (* 1916)
- február 19. – Bon Scott, az AC/DC együttes énekese (* 1946)
- március 8. – Bruckner Győző kémikus, gyógyszervegyész, a magyarországi szerves kémia kimagasló jelentőségű alakja, az MTA tagja (* 1900)
- március 12. – Gerő Ernő politikus, a Magyar Dolgozók Pártja első titkára (* 1898)
- március 18. – Tamara de Lempicka, lengyel emigráns festő (* 1898)
- március 31. – Jesse Owens amerikai atléta, Olimpiai-bajnok (* 1913)
- április 15. – Jean-Paul Sartre francia író (* 1905)
- április 19. – Pertorini Rezső orvos, pszichiáter és neurológus szakorvos (* 1927)
- április 27. – Czottner Sándor politikus (* 1903)
- április 29. – Alfred Hitchcock brit filmrendező (* 1899)
- május 4. – Josip Broz Tito politikus, jugoszláv államférfi (* 1892)
- május 6. – Csergő János postafőigazgató, kohó- és gépipari miniszter (* 1920)
- május 10. – Bálint Sándor néprajzkutató (* 1904)
- május 14. – Bulla Elma színésznő (* 1913)
- május 21. – Henney Árpád politikus, Szálasi-kormány minisztere(* 1895)
- május 26. – Szapáry Erzsébet embermentő, a Világ Igaza (* 1902)
- június 10. – Ángel Sanz Briz spanyol diplomata, a Világ Igaza (* 1910)
- június 18. – Kazimierz Kuratowski lengyel matematikus, az MTA tagja (* 1896)
- július 19. – Hans Morgenthau amerikai jogász, politikatudós (* 1904)
- július 25. – Vlagyimir Viszockij szovjet-orosz színész, énekes (* 1938)
- július 27. – Mohammad Reza Pahlavi, az utolsó iráni sah (* 1919)
- július 27. – Hajas Tibor képzőművész, performer, költő (* 1946)
- augusztus 12. – Nyárády Mihály néprajzkutató (* 1899)
- augusztus 19. – Gergely István magyar agrárközgazdász, mezőgazdasági és élelmezésügyi miniszterhelyettes (* 1930)
- szeptember 1.
  - Ivánovics György Kossuth-díjas orvos, mikrobiológus, az MTA tagja (* 1904)
  - Gyarmati László toxikológus, egyetemi tanár (* 1921)
- szeptember 16. – Jean Piaget svájci pszichológus (* 1896)
- szeptember 25. – John Bonham, a Led Zeppelin dobosa (* 1948)
- szeptember 29. – Márton Áron erdélyi püspök (* 1896)[4]
- október 2. – A. Tóth Sándor festőművész, bábművész, rajztanár (* 1904)
- október 4. – Szollás László világbajnok műkorcsolyázó, orvos (* 1907)
- október 6. – Hattie Jacques  angol komika, színész (* 1922)
- október 8. – Angyal László magyar építészmérnök, építészfelügyelő, országgyűlési képviselő (* 1898)
- október 15. – Alexander Mach szlovák belügyminiszter (* 1902)
- október 26. – Marcello Caetano portugál miniszterelnök (* 1906)
- október 27. – Kovács Imre politikus, író (* 1913)
- november 7. – Steve McQueen, amerikai színész (* 1930)
- november 18. – Makláry János magyar színész, érdemes művész (* 1907)
- november 21. – Rédei László matematikus (* 1900)
- november 22. – Mae West amerikai színésznő (* 1893)
- november 27. – Hepp Ferenc sportvezető, pszichológus, testnevelőtanár (* 1909)
- november 27. – Kicsi Antal magyar irodalomkritikus, műfordító (* 1936)
- november 29. – Várady György Jászai Mari-díjas színész, színházi rendező, színigazgató (* 1926)
- december 4. – Brandi Jenő olimpiai bajnok vízilabdázó (* 1913)
- december 8. – John Lennon zenész, a Beatles egykori tagja (* 1940)
- december 14. – Lahner Emil festőművész (* 1893)
- december 18. – Alekszej Nyikolajevics Koszigin szovjet politikus, miniszterelnök (* 1904)
- december 18. – Palasovszky Ödön költő, a magyar avantgárd mozgalom és az aktivista színjátszás egyik legjelentősebb alakja (* 1899)
- december 19. – Anastasio Somoza Debayle, Nicaragua elnöke, tábornok (* 1925)
- december 22. – Faggyas Jenő magyar tsz-elnök, politikus, országgyűlési képviselő (* 1919)
- december 24. – Karl Dönitz német tengernagy (* 1891)

## Nobel-díjak
| Fizikai            | James Watson Cronin, Val Logsdon Fitch          |
| Kémiai             | Paul Berg, Walter Gilbert, Frederick Sanger     |
| Orvosi-fiziológiai | Baruj Benacerraf, Jean Dausset, George D. Snell |
| Irodalmi           | Czesław Miłosz                                  |
| Béke               | Adolfo Pérez Esquivel                           |
| Közgazdasági       | Lawrence Klein                                  |